# Aramatau
Aramatau is een rivier in het stroomgebied van de Corantijn en stroomt door het Tigri-gebied, een betwiste regio die wordt opgeëist door zowel Suriname als Guyana. De rivier mondt uit in de Koetari, die via de Coeroenie uitmondt in de Corantijn.
Aan de Aramatau ligt het dorp Sakuru, waar inheemse Surinamers wonen van het volk Trio. Zij komen voort uit een groep inwoners die oorspronkelijk in 2008 uit Kwamalasamoetoe vertrok en zich opsplitste.